# Marc de Hemptinne
Pour les autres membres de la famille, voir Famille de Hemptinne.
Comte Marc de Hemptinne est un physicien belge né à Gand le 6 avril 1902 et mort à Zwijnaarde le 1er avril 1986. Il est un des pionniers de la spectroscopie moléculaire et, en Belgique, un des fondateurs de la recherche en sciences atomiques.

## Formation
Marc de Hemptinne effectue ses humanités au Collège des Jésuites Sainte-Barbe à Gand. Il est diplômé ingénieur chimiste de l'Université de Gand en 1925 et docteur en Sciences physiques et mathématiques de la même institution en 1926.
Il poursuit sa formation au laboratoire de chimie physique de Victor Henry à l'Université de Zurich. Il y est assistant de 1926 à 1928.

## Carrière
Marc de Hemptinne rejoint l'Université catholique de Louvain en 1929 où il est nommé chargé de cours à la Faculté des sciences. Il est professeur ordinaire en 1931 et devient émérite en 1971.

## Professeur et chercheur à l'UCLouvain
En 1929, il crée un premier laboratoire de spectroscopie dans les bâtiments d'Institut de physique installé dans l'ancien collège des Prémontrés de l'Université de Louvain unitaire.
Il deviendra un éminent spécialiste de l'architecture moléculaire grâce à sa maîtrise d'un large éventail d'outils d'exploration des molécules dans le visible via l'effet Raman découvert en 1928 et plus tard dans les micro-ondes. Il mesure pour la première fois, avec J. Wouters et P. Capron, les distances inter-atomiques du bromoforme, du dichlorodibrométhane et du silicobromoforme.
Il noue des collaborations fructueuses avec des chercheurs internationaux tels Hugh Stott Taylor, professeur à l'Université de Princeton qui occupe la Chaire Francqui à l'UCLouvain en 1936 et des professeurs louvanistes comme Charles Manneback, Walter Mund  et Frans Cerulus. Il s'entoure de jeunes chercheurs (Jean-Marie Delfosse, Paul Capron, Jean Savart parmi les premiers avec le technicien Guillaume Maes) avec lesquels il constitue un véritable Institut de physique expérimentale à la fin des années 1930.
Il poursuivra ses recherches jusqu'au début des années 1970, au moment où l'Institut de physique est transféré de Louvain à Louvain-la-Neuve et il où devient émérite.
Mais entre-temps, il se sera fortement investi dans le développement des sciences atomiques en Belgique et en Europe.

## Les deux cyclotrons de l'UCLouvain
En 1938, Marc de Hemptinne visite le laboratoire du professeur Ernest O. Lawrence à Berkeley et lance aussitôt le projet d'installer un cyclotron à l'UCLouvain. Il envoie à Berkeley ses deux assistants, Jean-Marie Delfosse et Paul Capron et contacte les ACEC (Ateliers de construction électrique de Charleroi) pour construire la machine. L'invasion de la Pologne par les troupes nazies interrompt le projet le 1er septembre 1939, le jour même où le contrat de construction aurait dû être signé.
Le projet repart en 1947, grâce au mécénat de l'Union minière du Haut Katanga et aux subsides de l'Institut interuniversitaire de physique nucléaire (INP) qui venait d'être fondé. Luc Gillon et Guy Tavernier pilotent le projet. Le cyclotron est construit dans les bâtiments universitaires du Parc d'Arenberg où s'installe l'Institut de physique  qui avait été gravement bombardé en mai 1944. Il est inauguré en 1952.
Fin 1965, un nouveau projet se fait jour : construire un cyclotron plus performant, accessible aux chercheurs de toutes les universités belges. Ce sera le cyclotron de Louvain-la-Neuve, qui entre en fonction en 1971. Le chef de projet est Pierre Macq, élève de Marc de Hemptinne et futur recteur de l'UCLouvain. Le bâtiment contenant celui-ci, portera par la suite le nom bâtiment Marc de Hemptinne.

## Les sciences nucléaires
Après la Deuxième Guerre mondiale, Marc de Hemptinne s'investit dans le développement des recherches en sciences nucléaires en Belgique. En 1952, il participe simultanément à la création de l'Institut interuniversitaire des sciences nucléaires avec Jean Willems, directeur du Fonds national de la recherche scientifique (FNRS) et à celle du Centre d'étude de l'énergie nucléaire à Mol dont il préside le Conseil pendant dix ans. En 1961, il est le premier président du Comité de programmation de basses énergies créé au sein de l'INP.

## L'Université Lovanium
Marc de Hemtinne s'investit aussi dans la création de la première université au Congo belge (actuelle RDC) : l'Université Lovanium, sur le plateau de Kimwenza sur les hauteurs de Kinshasa. Il est membre du Conseil d'administration de Lovanium dès sa fondation en 1950. Et, lorsque la Faculté des sciences de Lovanium ouvre ses portes en 1955, il participe durant une dizaine années aux jurys d'examens.

## Sociétés scientifiques
- Membre du Comité interuniversitaire de Physique nucléaire (Belgique) à partir de sa création en 1947
- Correspondant de l'Académie des Sciences en 1948 et membre en 1956
- Membre, entre autres, du comité de rédaction des revues Journal of Nuclear Energy, Nuclear Physics et Nuclear Instruments and Methods
- Membre du Comité scientifique de l'Institut météorologique
- Membre du Conseil d'administration du CERN
- Membre du Comité d'histoire de la Société scientifique de Bruxelles

## Distinctions
- 1937 : Prix Agathon De Potter
- 1941 Lauréat du Concours annuel de l'Académie royale des Sciences des lettres et des Beaux-Arts de Belgique
- 1948 : prix Francqui pour ses travaux sur les pertes de vibration du méthane, de l'éthane, de l'éthylène et de leurs dérivés deutérés et halogénés

- Grand Officier de l'Ordre de Léopold[1]
- Grand Officier de l'Ordre de la Couronne[1]
- Grand Officier de l'Ordre de Léopold II[1]
- Commandeur de l'Ordre d'Orange Nassau[1]
- Commandeur de l'Ordre du Mérite (France)[1]

## Famille
Marc de Hemptinne est le fils de Alexandre de Hemptinne. Il était marié et père de 7 enfants.